# Kyste trichilemmal
 Mise en garde médicale

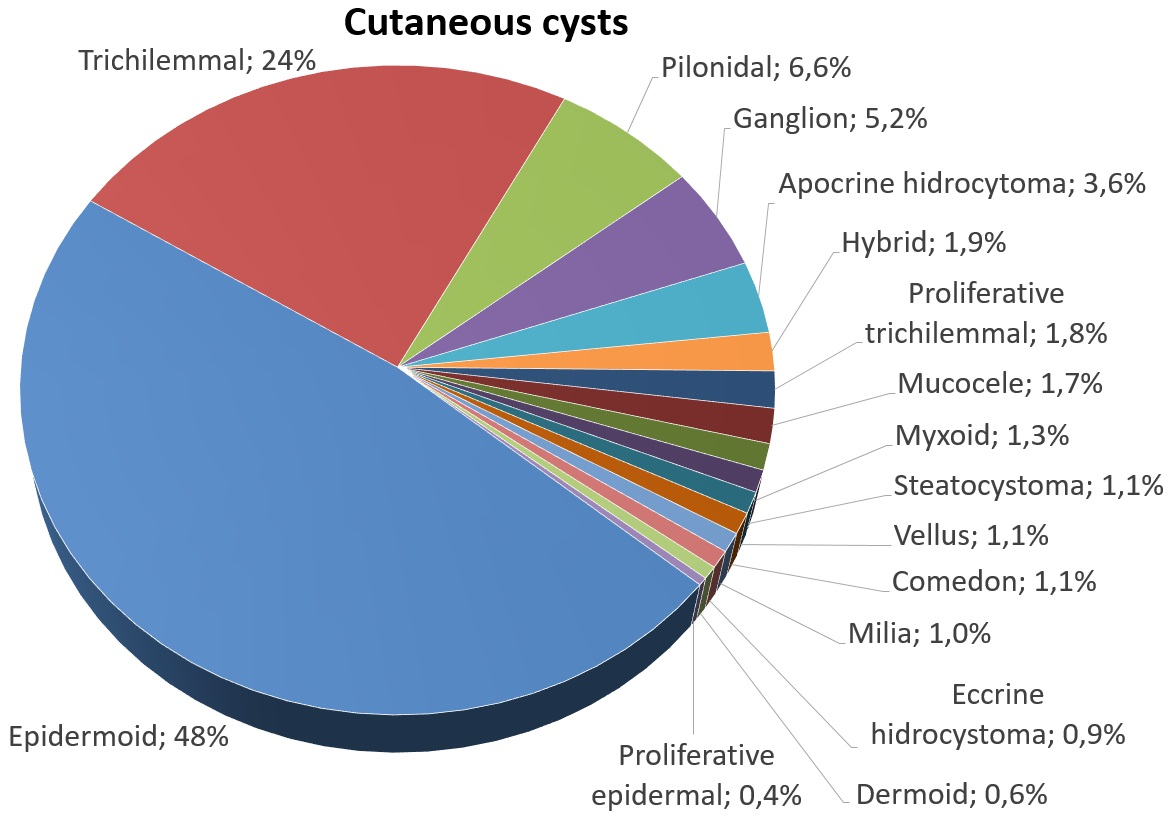
Incidence relative des kystes cutanés : le kyste trichilemmal représente environ un quart du total (rouge).

Un kyste trichilemmal ou kyste pilaire ou encore loupe est un kyste commun qui se forme à partir d'un follicule pileux, le plus souvent sur le cuir chevelu, et est lisse, mobile et rempli de kératine, un composant protéique présent dans les cheveux, les ongles, la peau et les cornes. Dans de rares cas, ces kystes peuvent se développer de manière plus étendue et former des tumeurs trichilemmales à multiplication rapide, également appelées kystes trichilemmaux proliférants, qui sont bénignes, mais peuvent se développer de manière agressive au site du kyste. Très rarement, les kystes trichilemmaux peuvent devenir cancéreux.

## Terminologie
Le kyste trichilemmal tout comme le kyste épidermique est parfois appelé kyste sébacé,  bien que techniquement parlant, il ne soit pas sébacé. Les vrais kystes sébacés, c'est-à-dire les kystes qui proviennent des glandes sébacées et qui contiennent du sébum, sont relativement rares et sont connus sous le nom de sébocystomes. Les professionnels de la santé ont suggéré d’éviter le terme « kyste sébacé » car il peut être trompeur. Dans la pratique, cependant, le terme est encore souvent utilisé pour désigner les kystes épidermiques et pilaires.

## Pathogénèse

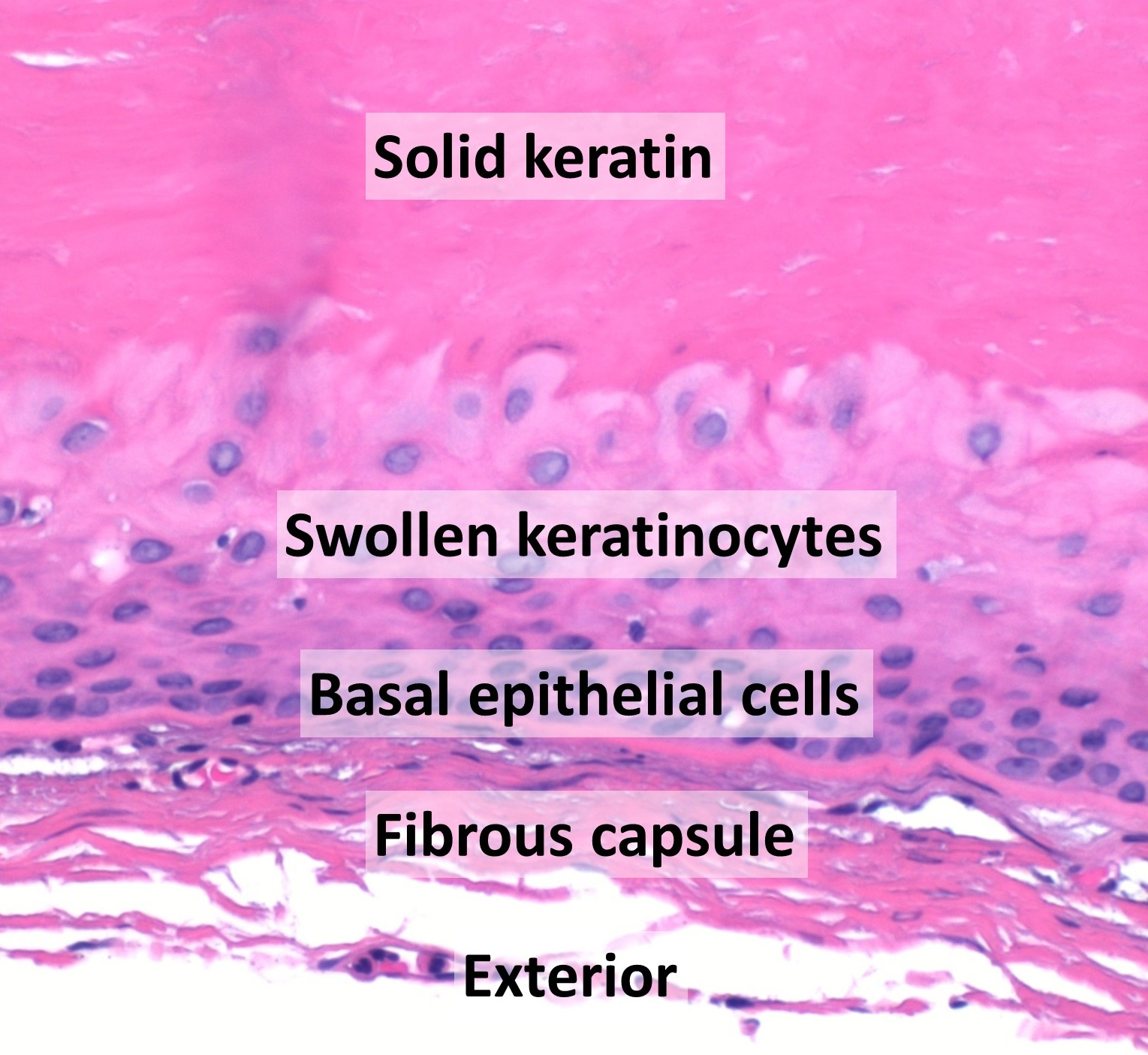
Histopathologie d'un kyste trichilemmal, de la couche interne (en haut) à l'externe (en bas) :
- Kératine solide éosinophile.
- kératinocytes pâles et dodus.
- Petites cellules épithéliales basales cuboïdes, foncés, disposées en palissade, sans pont intercellulaire distinct.
- Capsule fibreuse.Il n'y a pas de couche cellulaire granuleuse (contrairement à un kyste épidermique).

Les kystes trichilemmaux proviennent de la gaine externe du follicule pileux. Leur origine est actuellement inconnue, mais ils pourraient être produits par bourgeonnement à partir de la gaine externe de la racine. Ils surviennent préférentiellement dans les zones à forte concentration de follicules pileux, c'est pourquoi 90 % des cas surviennent sur le cuir chevelu. Ils sont solitaires dans 30 % des cas et multiples dans 70 % des cas.
Histologiquement, ils sont tapissés d'un épithélium pavimenteux stratifié dépourvu de couche cellulaire granuleuse et remplis de kératine compacte « humide ». Des zones proliférantes peuvent être retrouvées dans certains kystes. Dans de rares cas, cela conduit à la formation d’une tumeur, appelée kyste trichilemmal proliférant. La tumeur est souvent bénigne, bien qu'elle puisse présenter des atypies nucléaires, des cellules dyskératosiques et des figures mitotiques. Ces caractéristiques peuvent être trompeuses et un diagnostic de carcinome épidermoïde peut être posé par erreur. Une transformation maligne de kyste trichilemmal a été décrite et est très rare.

## Traitement
Le traitement repose sur l'exérèse chirurgicale de la lésion, sous anesthésie locale. Si le kyste est entièrement retiré, la lésion ne récidive pas. Plusieurs techniques chirurgicales existent, comme l'exérèse traditionnelle large, l'exérèse micro invasive ou même l'excision par punch biopsie,.